# Anolis vermiculatus
Anolis vermiculatus este o specie de șopârle din genul Anolis, familia Polychrotidae, descrisă de Cocteau 1837. Conform Catalogue of Life specia Anolis vermiculatus nu are subspecii cunoscute.